# Wartość oczekiwana
Wartość oczekiwana (wartość średnia, przeciętna, dawniej nadzieja matematyczna) – pojęcie z rachunku prawdopodobieństwa oznaczające średnią, ważoną prawdopodobieństwem, wartość zmiennej losowej. Intuicyjnie, jest to spodziewany średni wynik doświadczenia losowego przy jego wielokrotnym powtarzaniu.
Wartość oczekiwana jest pierwszym momentem zwykłym.
Estymatorem wartości oczekiwanej rozkładu cechy w populacji jest średnia arytmetyczna.

## Definicja formalna
Jeżeli {\displaystyle X} jest zmienną losową na przestrzeni probabilistycznej {\displaystyle (\Omega ,{\mathcal {F}},\mathbb {P} )} o wartościach w {\displaystyle \mathbb {R} ,} to wartością oczekiwaną {\displaystyle \mathbb {E} X} zmiennej losowej {\displaystyle X} nazywa się liczbę
{\displaystyle \mathbb {E} X:=\int \limits _{\Omega }Xd\mathbb {P} } o ile ona istnieje, tzn. jeżeli:
{\displaystyle \mathbb {E} |X|=\int \limits _{\Omega }|X|d\mathbb {P} <+\infty }.

### Zmienna dyskretna
W przypadku, gdy zmienna losowa {\displaystyle X} ma rozkład dyskretny i przyjmuje tylko skończenie wiele wartości {\displaystyle x_{1},x_{2},\dots ,x_{n}} z prawdopodobieństwami wynoszącymi odpowiednio {\displaystyle p_{1},p_{2},\dots ,p_{n},} to z powyższej definicji wynika następujący wzór na wartość oczekiwaną {\displaystyle \mathbb {E} X}:
{\displaystyle \mathbb {E} X=\sum _{i=1}^{n}x_{i}p_{i}}.
Jeżeli zmienna {\displaystyle X} przyjmuje nieskończenie, ale przeliczalnie wiele wartości, to we wzorze na jej wartość oczekiwaną występuje {\displaystyle \infty } w miejsce {\displaystyle n} (istnieje ona tylko wtedy, gdy szereg ten jest zbieżny bezwzględnie).

## Oznaczenia
Wartość oczekiwaną najczęściej oznaczamy literą E w różnych stylizacjach: {\displaystyle {\text{E}},} {\displaystyle {\mathit {E}}} lub {\displaystyle \mathbb {E} ;} z różnym zapisem nawiasów: {\displaystyle \mathbb {E} (X),} {\displaystyle \mathbb {E} [X],} {\displaystyle \mathbb {E} X.} Innym popularnym oznaczeniem jest {\displaystyle \mu _{X},} zaś w fizyce powszechnie używa się oznaczeń {\displaystyle \langle X\rangle ,} {\displaystyle \langle X\rangle _{\text{av}}} i {\displaystyle {\bar {X}}}.

## Własności
Jeśli {\displaystyle X} jest zmienną losową o funkcji gęstości prawdopodobieństwa {\displaystyle f(x),} to jej wartość oczekiwana wynosi
{\displaystyle \mathbb {E} X=\int \limits _{-\infty }^{+\infty }~xf(x)dx.}
Jeżeli {\displaystyle Y=\varphi (X)} jest funkcją mierzalną, to
{\displaystyle \mathbb {E} Y=\mathbb {E} \left(\varphi (X)\right)=\int \limits _{\mathbb {R} }~\varphi (x)f(x)dx.}
Jeśli istnieją {\displaystyle \mathbb {E} X} oraz {\displaystyle \mathbb {E} Y,} to:
- {\displaystyle \mathbb {E} c=c,} gdzie {\displaystyle c} jest funkcją stałą (wynika z jednorodności sumy/szeregu/całki),
- {\displaystyle \forall _{a,b}\;\mathbb {E} (aX+b)=a\mathbb {E} X+b} (wynika z liniowości sumy/szeregu/całki),
- jeżeli {\displaystyle X,Y} są niezależne, to {\displaystyle \mathbb {E} (XY)=\mathbb {E} X\mathbb {E} Y,}
- jeżeli {\displaystyle X\geqslant 0} prawie wszędzie, to {\displaystyle \mathbb {E} X\geqslant 0,}
- {\displaystyle \mathbb {E} |X|\geqslant |\mathbb {E} X|.}

## W mechanice kwantowej
Pojęcie wartości oczekiwanej jest szeroko stosowane w mechanice kwantowej. Wartość oczekiwana obserwabli, której odpowiada operator {\displaystyle {\hat {A}}} dla stanu kwantowego układu opisywanego znormalizowaną funkcją falową {\displaystyle \psi } wynosi
{\displaystyle \langle {\hat {A}}\rangle _{\psi }=\int \psi ^{*}(x){\hat {A}}(x,\partial /\partial x)\psi (x)dx,}
gdzie całkowanie przebiega po wszystkich możliwych wartościach zmiennych układu.
W notacji Diraca wzór ten ma postać
{\displaystyle \langle {\hat {A}}\rangle _{\psi }=\langle \psi |{\hat {A}}|\psi \rangle .}
Nieoznaczoność wartości oczekiwanej {\displaystyle {\hat {A}},} czyli wariancja {\displaystyle {\hat {A}},} wynosi
{\displaystyle (\Delta {\hat {A}})^{2}=\langle {\hat {A}}^{2}\rangle -\langle {\hat {A}}\rangle ^{2}.}